# Estação Ferroviária de Carvalhais
A Estação Ferroviária de Carvalhais
(nome anteriormente grafado como "Carvalhaes"), é uma interface encerrada da Linha do Tua, que servia a localidade de Carvalhais, no concelho de Mirandela, em Portugal.

## Descrição
O edifício de passageiros situa-se do lado és-sudeste da via (lado direito do sentido ascendente, a Bragança).

## História
Situa-se no troço da Linha do Tua entre Mirandela e Romeu, que abriu à exploração em 2 de Agosto de 1905.
Em 1939, a Companhia Nacional de Caminhos de Ferro fez obras de restauro no edifício da estação e nas retretes, e reconstruiu completamente o cais coberto e a casa do carregador.
Em 15 de Dezembro de 1991, a operadora Caminhos de Ferro Portugueses encerrou o troço entre Mirandela e Bragança. Em 28 de Julho de 1995, entrou ao serviço o Metro de Mirandela, ligando as estações de Mirandela e Carvalhais, tendo a gare de Carvalhais sido recuperada no âmbito deste programa.

A 14 de dezembro de 2018 os serviços feroviários do Metro de Mirandela foram suspensos.